# Конфрерия

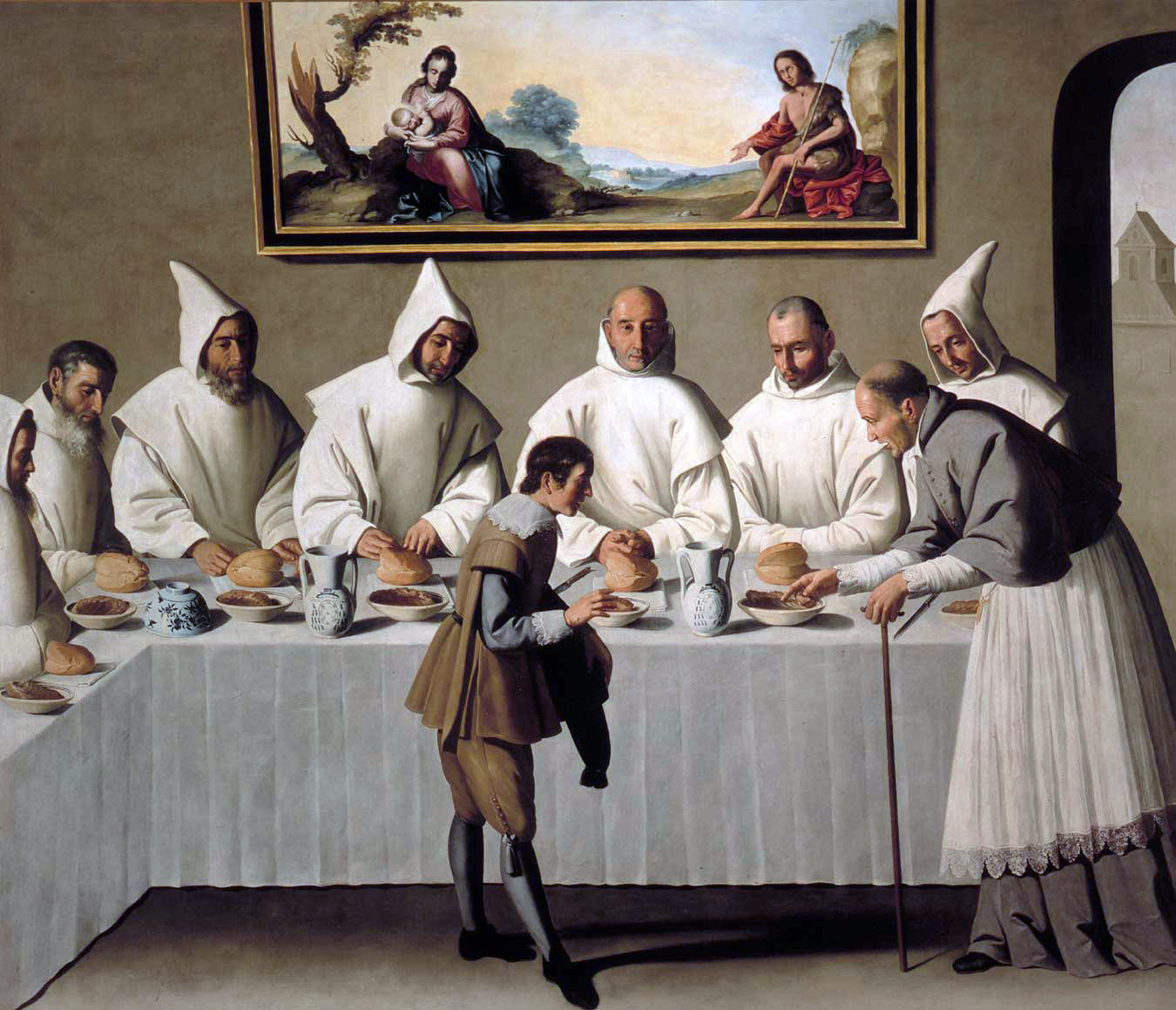

Конфре́рия (фр. confrérie; нем. bruderschaft; итал. compagnia) — братство или цех музыкантов, организовавшийся из странствующих музыкантов.

## История возникновения
- Братство св. Николая возникло в Вене в 1268 г.,
- «Confrérie de Saint-Julien des ménestriers» (фр. Ménestrandise) — в Париже в 1321 году;
- в Англии конфрерия появились во второй половине XIV века.
- Благочестивые ассоциации мирян существовали в очень древние времена в Константинополе и Александрии. Во Франции, в восьмом и девятом веках, в законах Карлованцев упоминаются братства и гильдии. Но первое братство в современном и правильном смысле этого слова, как говорят, было основано в Париже епископом Одо (d.1208). Это было под призывом Пресвятой Девы Марии. [1]  В начале средневековья "сородичи" начали свое существование и быстро развивались с конца двенадцатого века. Главным объектом и обязанностью этих обществ были, прежде всего, практика благочестия и благотворительности. [2]  Некоторые братства были очень широко распространены, особенно в городах средневековья, братства могли быть важными и богатыми институтами для элиты, как, например, в Скуоле Гранди Венеции. Пургалитарные общества и ордена флагелянтов были другими специализированными средневековыми типами. Средневековый французский термин "puy" обозначил братство, посвященное художественному произведению в музыке, песне и поэзии; немецкие мейстерзингеры были похожи, хотя обычно имитировали торговые гильдии по форме.  Различные три конгрегации, такие как Святая Троица, Скапуля и т. Д., Были основаны между тринадцатым и шестнадцатым веками. Начиная с последнего столетия, эти благочестивые ассоциации сильно умножились [1]. "Archconfraternity of the Gonfalone" был со штаб-квартирой в церкви Санта-Лючия-дель-Гонфалон. Из-за их белых одежды с капюшоном они были идентифицированы как «белые кающиеся». Они были созданы в 1264 году в Риме. Св. Бонавентура, в то время инквизитор-генерал Священного Офиса, предписывал правила и белую привычку, с именем Рекомендацию Б. В.

## Организация
Члены товариществ назывались жонглёрами, менестрелями.
Каждая конфрерия имела своего короля, который в этом звании утверждался правительством. Братства имели привилегии и пользовались монополией. Они существовали до второй половины XVIII ст. Последним и самым знаменитым королём конфрерии был Жан-Пьер Гюиньон (фр. Jean-Pierre Guignon), при Людовике XV.
Также у каждой организации Братства есть свод правил или подзаконных актов, согласно которым каждый член обещает жить. Несмотря на то, что католическая церковь работает в гармонии с братством, эти правила не являются религиозными обетами, а просто правилами, установленными для управления братской организацией. Некоторые братства допускают только мужчин, в то время как другие допускают только женщин или только молодежь.

## Братства мистерий
В разных странах существовали ещё братства мистерий, посвящавшие свои труды только представлениям мистерий:
- «Compagnia del Gonfalone», основанная в Риме во второй половине XIII ст.,
- «Confrérie de la Passion» — в 1398 г.

В конце XV столетия эти конфрерии прекратили свои действия; но в Баварии до сих пор существуют ещё общества, дающие время от времени мистерии, напр. Обераммергау был известен представлением мистерий («Страстей Господних»), которые совершались населением каждые 10 лет в память избавления от чумы с 1634 года.